# اوندرا لیسهورسکی
اوندرا لیسهورسکی (انگلیسی: Óndra Łysohorsky; ۶ ژوئن ۱۹۰۵ – ۱۹ دسامبر ۱۹۸۹) شاعر اهل چک با اصالت سیلزی بود. او به خاطر آثاری که به زبان لاچ نوشته شده‌است (گویش میانی چک و لهستانی) که توسط او نظام‌مند و عملاً به‌عنوان یک زبان ادبی خلق شد، شناخته می‌شود. او همچنین به آلمانی می‌نوشت (فریدریش هولدرلین تأثیر زیادی در نوشتن او داشت).